# بحيرة فنرن

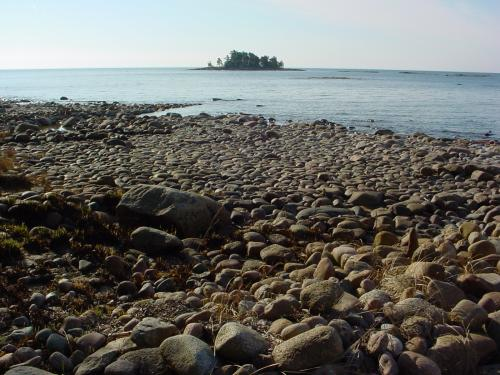
منظر للبحيرة

بحيرة فنرن (بالسويدية: Vänern)هي أكبر بحيرة في السويد وتبلغ مساحتها 5655 كلم مربع.
تقع في المناطق الجنوبية من السويد، يعود تاريخها إلى 6500 قبل الميلاد، وتضم أكثر من 20,000 جزرة صغيرة والجزر مما يجعلها أكبر أرخبيل في المياه العذبة في العالم. وهي قطب سياحي جعل السويد إحدى أكثر البلدان زيارة من قبل السياح.
في 1970 كان هناك العديد من المشاكل مع التلوث في البحيرة بسبب معايير التصنيع المحلي لمصانع الورق والصناعات الأخرى، وقد تم الآن حل هذه المشاكل ومياه البحيرة تعتبر الآن من بين الأنظف في أوروبا.
يعيش في البحيرة حوالي 35 نوعا مختلفا من الأسماك وعدد من أصناف الطيور، ولا يمكن وصفها إلا بأنها واحدة من مكونات الجمال الطبيعي في العالم.
و هي أكبر بحيرات السويد، إذ يبلغ طول محيطها 4527 كيلو متر منها 1790 كم شواطئ رئيسيه و2737 كم باقي الشواطئ هذا القياس كان نتيجه عمل مكتب المساحة التابع للمكتب المركزي للإحصاء على الخرائط وليس على الأرض إذ ان القياس على الأرض محفوف بالمخاطر ونتيجة القياس على الخرائط دقيقة بشكل يسمح باعتمادها

## البيئة والمحيط
تقع بحيرة فنرن في منطقة جغرافية تتألف من المقاطعات التالية (مع اتجاه عقارب الساعة): دالسلاند Dalsland وفارملاند Värmland وفاسترغوتلاند Västergötland. أما المدن التي تقع على طول شواطئ البحيرة فهي: أمول Åmål وماريستاد Mariestad وليدشوبينغ Lidköping وفاتيرسبورغ Vänersborg.

## البيئة
وفقا لفحوصات دائرة الصيد، فقد تبين أن هناك أنواع من الأسماك مهددة بالانقراض منها سمك الدالبرغسون والليدان والتيدان والاولمان وعدة أنواع أخرى، لذلك تعمل دائرة البيئة والصيد على تهيئة الظروف الملائمة للتفريخ لهذه الأنواع في فصل الربيع.

## حركة الملاحة
انشأت الملاحة في تلك المناطق علاقات ثقافية بين المجتمعات فقد كان الإبحار في بحيرة فنرن تاريخيا مقتصرا وبشكل ضيق على إبحار الفلاحين فقط وذلك بسبب غياب المدن الأساسية في العصور الوسطى. ولكن مع بزوغ المناطق المتمدنة والمدن الأساسية على شواطئ البحيرة واستمرار إبحار الفلاحين أدى إلى وجود علاقات تنافسية بينهم.
هذا المنحى التنافسي بينهم أدى لظهور قدرات كامنة أخذت منحى سريع لوجود وتأسيس اقتصاد معاصر، فقد تأسست شركات شحن صغيرة مخصصة لنقل البضائع.
سكان مدن هذه السواحل مثل كارلستاد ومدينة كريستينها ساهموا أيضا في عملية إبحار الفلاحين لذلك يوجد دور هام وأساسي لسكان المدن في تطوير الملاحة في البحيرة، فقد كانت أيضا أجزاء كبيره من سواحل مقاطعة فارملاند عقد وصل بين خطوط الملاحة، كما أُنشأت قناة ترولهاته Troll في 1800 م.

## وصلات خارجية
- الموقع الرسمي نسخة محفوظة 16 نوفمبر 2012 على موقع واي باك مشين.